# 新改古墳
新改古墳（しんがいこふん、新改横走古墳）は、高知県香美市土佐山田町新改にある古墳。形状は円墳。新改古墳群を構成する古墳の1つ。香美市指定史跡に指定されている。

## 概要
| 須恵器型式     | 特徴                          | 主な古墳     | 主な古墳                                                         |
| 須恵器型式     | 特徴                          | 盟主墳       | その他                                                           |
| -------------- | ----------------------------- | ------------ | ---------------------------------------------------------------- |
| TK10新相 -TK43 | 明見3号型石室導入             |              | 明見彦山3号墳 長畝4号墳 蒲原山東1・2号墳                         |
| TK43           | 舟岩型石室導入                | 伏原大塚古墳 |                                                                  |
| TK209          | 舟岩型石室普及 風水的選地導入 | 小蓮古墳     | 舟岩1・3・8号墳 明見彦山1号墳 一宮大塚古墳 三ツ塚下古墳 新改古墳 |
| TK217          | 角塚型石室導入                | 朝倉古墳     |                                                                  |

高知県中部、新改川沿いの山麓に築造された古墳である。新改川沿いには新改古墳群が分布するが、そのうちでは最大規模の古墳になる。
墳形は円形で、直径15メートル・高さ5メートルを測る。埋葬施設は片袖式の横穴式石室であり、石室全長9.4メートルを測る大型石室になる。石室内からは副葬品として、装身具（碧玉製管玉・ガラス製丸玉・小玉）・鉄製品（鉄鏃・鉄刀子・大刀鍔）・馬具（金銅製辻金具・雲珠・杏葉・革金具・轡）・須恵器が検出されている。
築造時期は、古墳時代終末期の7世紀初頭（TK209型式期）頃と推定される。旧土佐山田町域では、高知平野における最初期（TK43型式期）の盟主墳である伏原大塚古墳（香美市土佐山田町楠目）に後続する大型古墳になるが、新改古墳の時期（TK209型式期）には盟主墳の地位は小蓮古墳（南国市）に移動するほか伏原大塚古墳の追葬も続いており、高知平野における大小首長の変遷を考察するうえで重要視される古墳になる。
古墳域は1964年（昭和39年）に旧土佐山田町指定史跡（現在は香美市指定史跡）に指定されている。

## 埋葬施設

石室俯瞰図

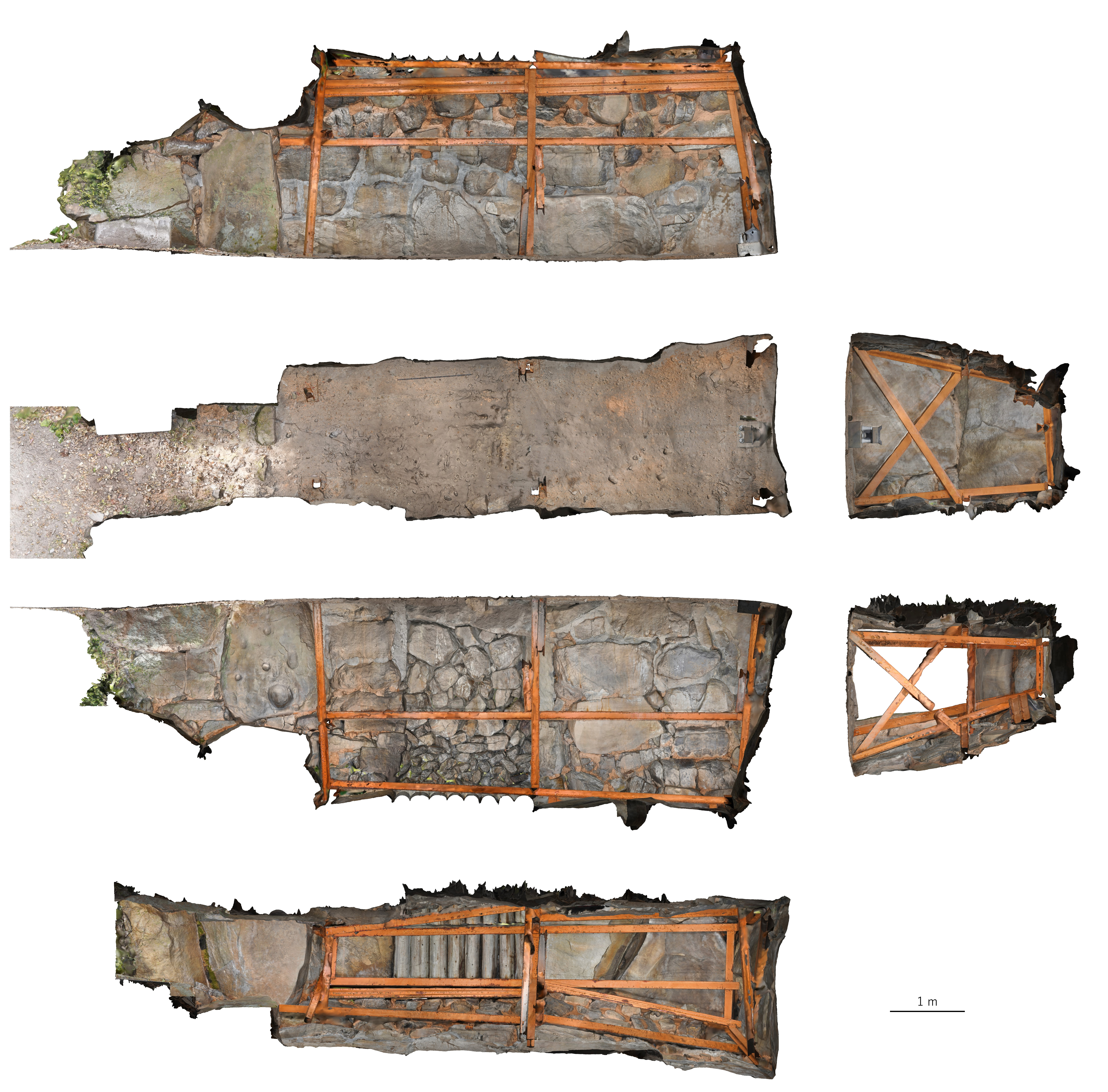
石室展開図

埋葬施設としては片袖式横穴式石室が構築されている。石室の規模は次の通り。
- 石室全長：9.4メートル[3]
- 玄室：長さ6.6メートル、幅1.9メートル、高さ3メートル
- 羨道：長さ2.8メートル、幅1.6メートル、高さ1.8メートル

石室は安政の大地震（安政南海地震）の際に損壊しており、天井石の一部が落下し、玄室左側壁が失われている。

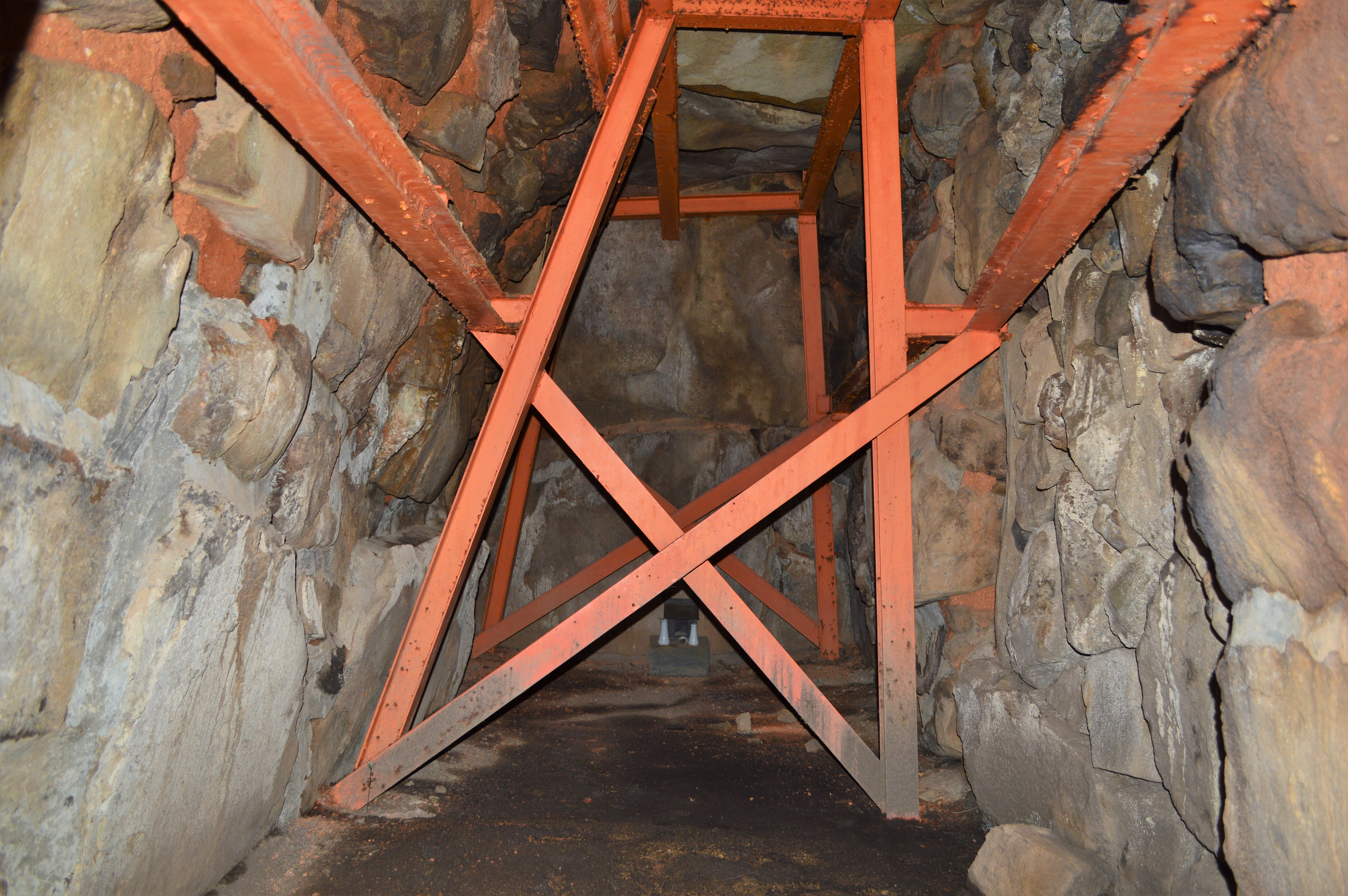
玄室（奥壁方向）
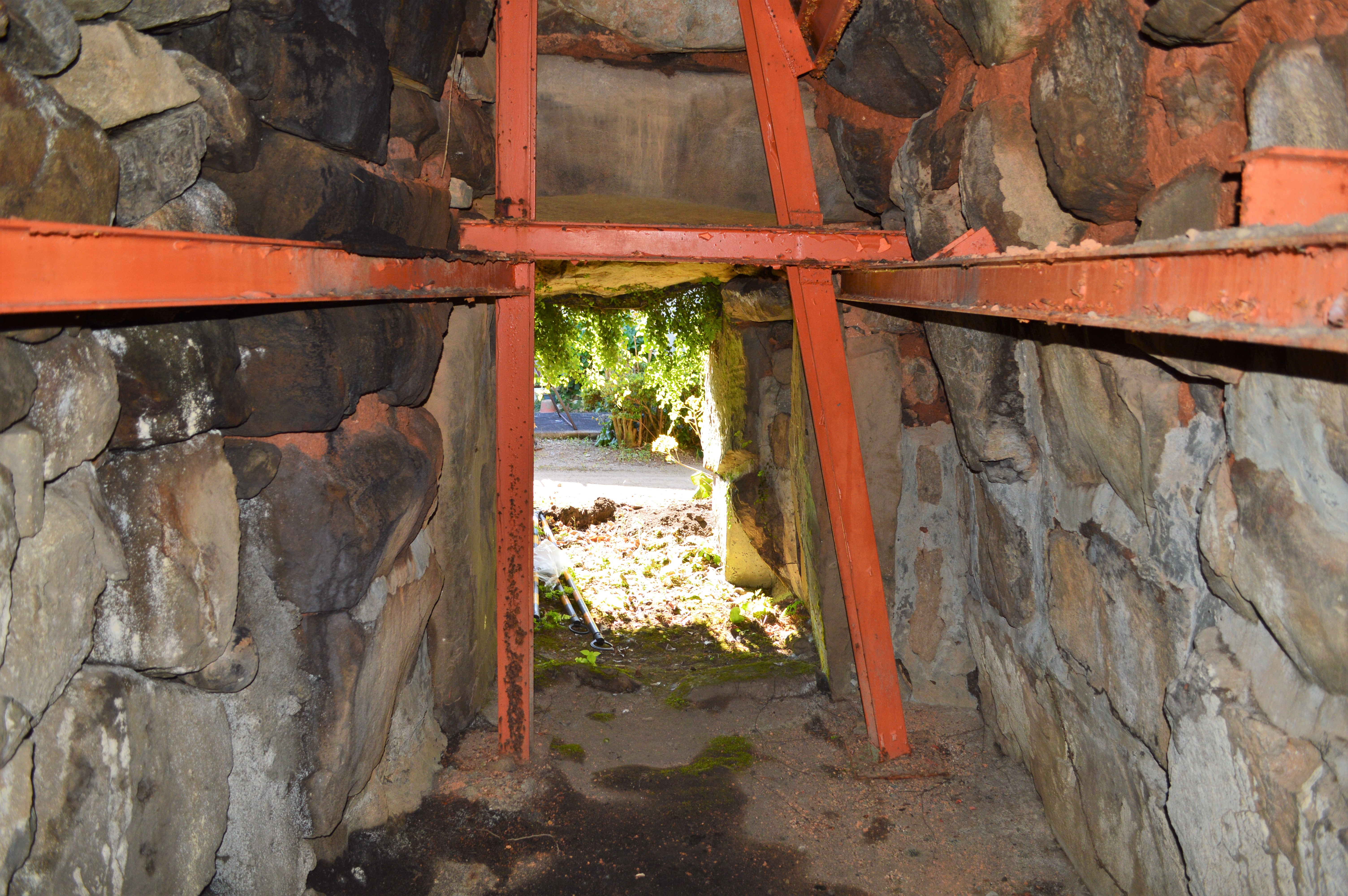
玄室（開口部方向）
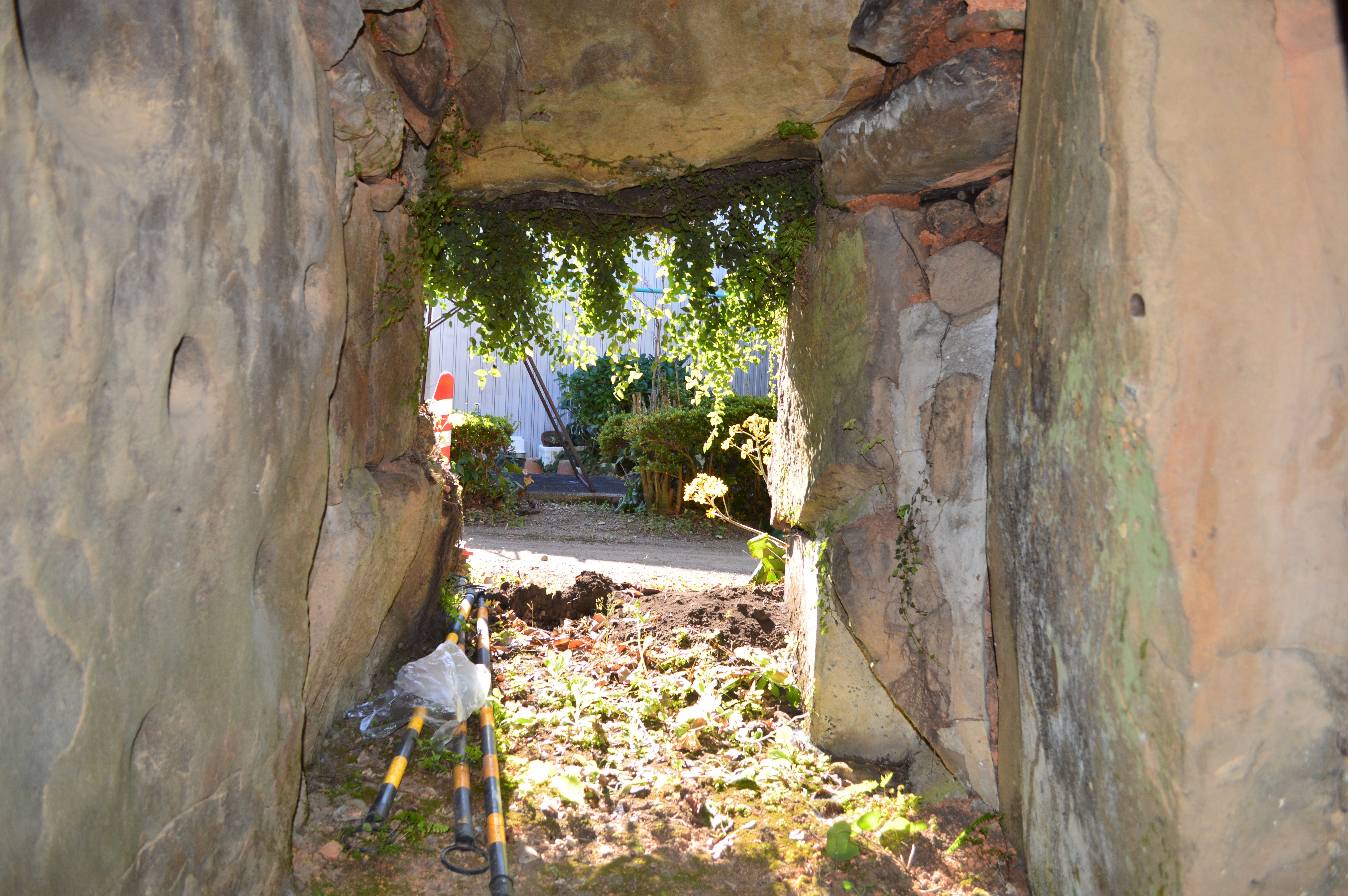
羨道（開口部方向）
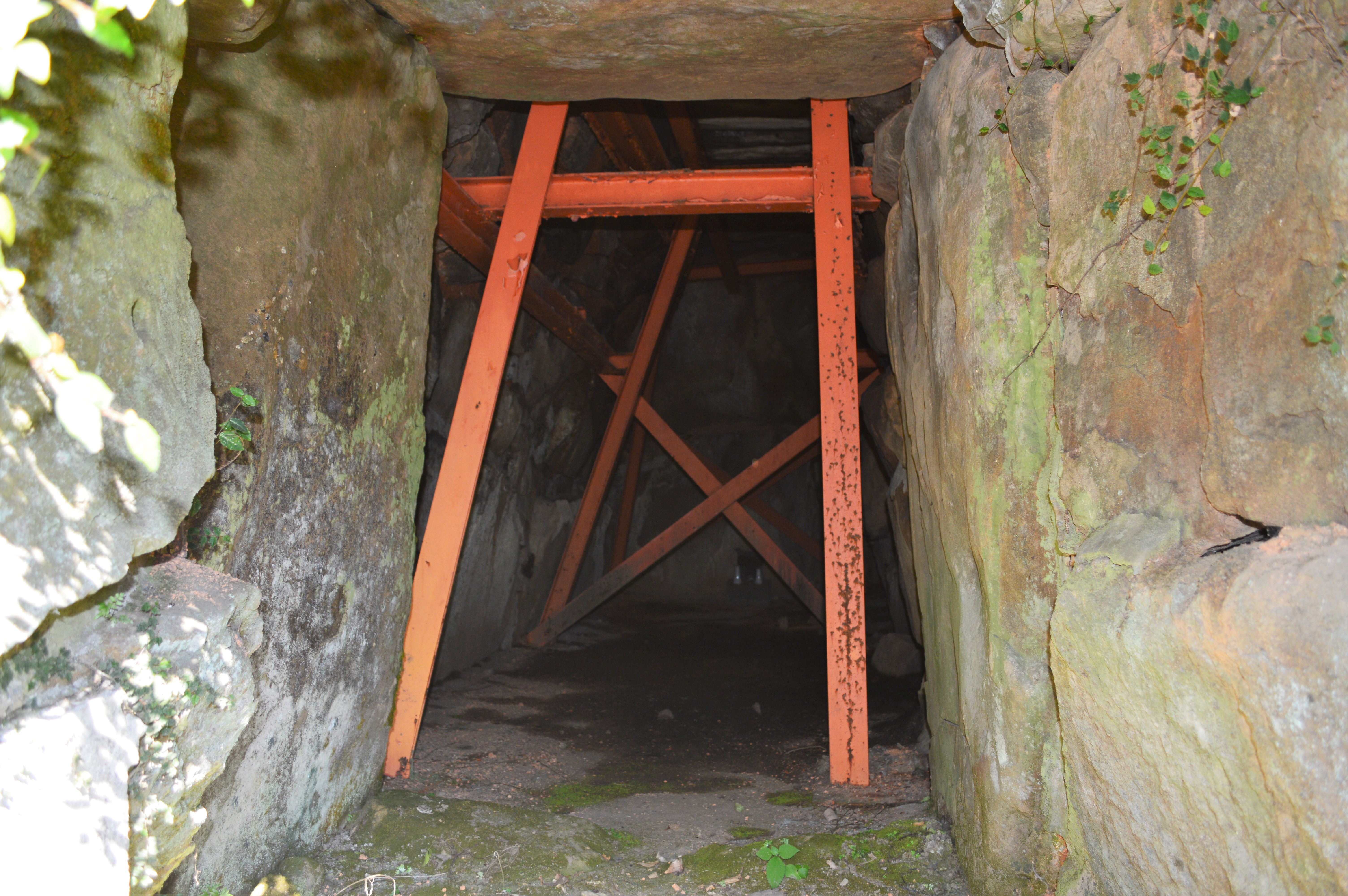
羨道（玄室方向）
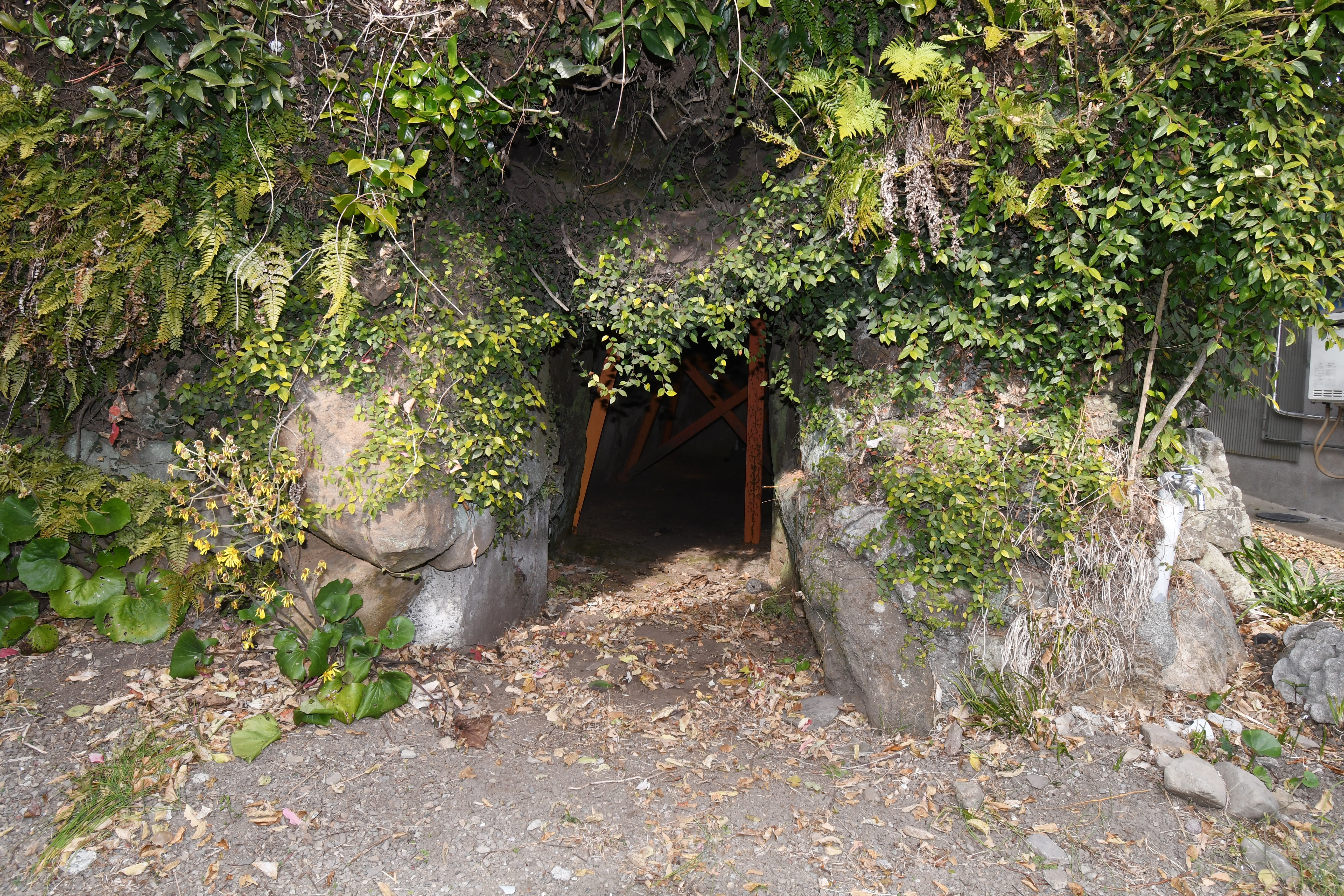
開口部

## 文化財

### 香美市指定文化財
- 史跡
  - 新改古墳 - 1964年（昭和39年）10月27日指定[7]。

## 関連施設
- 高知県立歴史民俗資料館（南国市岡豊町八幡） - 新改古墳の出土品を保管・展示。